# Microplitis adelaidensis
Microplitis adelaidensis är en stekelart som beskrevs av Austin och Paul C. Dangerfield 1993. Microplitis adelaidensis ingår i släktet Microplitis och familjen bracksteklar. Inga underarter finns listade i Catalogue of Life.